# Collegium Budapest

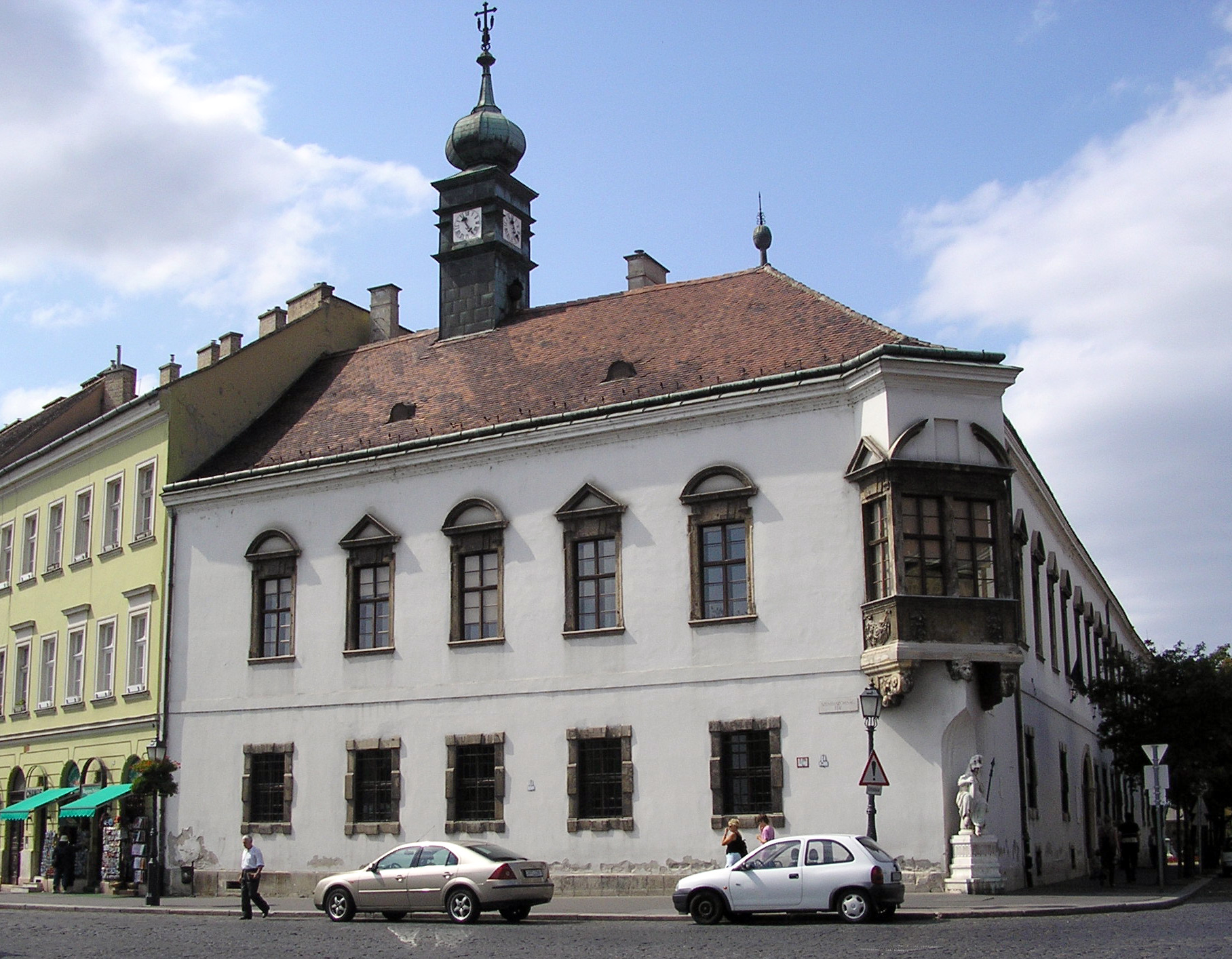
Collegium Budapest (Altes Rathaus von Buda).

Das Collegium Budapest war eine 1992 eingerichtete und bis 2011 bestehende Forschungsstätte in Budapest in Ungarn. Ursprünglich war sie für Sozialwissenschaften geplant, später kamen Biologie und Physik dazu. Vorbild des Institutes war das Institute for Advanced Study in Princeton. Die Fortführung der Finanzierung des Institutes wurde jedoch durch den ungarischen Staat in Frage gestellt.
Das Collegium Budapest befand sich im alten Rathaus von Budapest.
Die Bildungseinrichtung wurde am 30. September 2011 aufgelöst. Grund der Auflösung waren Finanzierungsprobleme. Die Aktivitäten des Collegiums werden seither im kleineren Umfang durch das neu gegründete Institute for Advanced Study der Central European University (CEU-IAS) weitergeführt. Sitz des CEU-IAS ist derzeit der Marczibányi Palast im Stadtzentrum von Pest, Oktober 6 Straße. Gründungsdirektorin des CEU-IAS war Eva Fodor (Central European University). Seit September 2015 wird das CEU-IAS von Nadja al-Baghdadi geleitet.
Zeitgleich zur Gründung des CEU-IAS übernahm die Central European University auch das bis dahin zum Collegium gehörende Raoul Wallenberg Gästehaus in Buda. Das Gästehaus wurde 1999 mit Mitteln der schwedischen Knut och Alice Wallenberg Stiftung und der Schweizer Landis & Gyr-Stiftung errichtet. Das Gästehaus ist nach dem schwedischen Diplomaten Raoul Wallenberg benannt.